# Laxmannia
Laxmannia R.Br. – rodzaj roślin z rodziny szparagowatych. Obejmuje 14 gatunków występujących w Australii i na Tasmanii.
Nazwa rodzaju została nadana na cześć Erica Laxmanna, szwedzkiego botanika.

## Morfologia
PokrójWieloletnie, kłączowe rośliny zielne, o wysokości 7–40 cm, tworzące kępy lub korzenie podporowe.
LiścieSitowate do równowąskich i ostro, trójkątnie zagiętych, o brzegach błonkowatych do rozwarstwionych.
KwiatyZebrane w główkowaty baldach, szypułkowe do siedzących, wsparte okrywą zachodzących na siebie, błonkowatych przysadek, z których zewnętrzne są całobrzegie i zwykle brązowe, a wewnętrzne postrzępione i zwykle białe. Okwiat biały, czerwonawy, różowy lub zielony. Listki okwiatu wolne lub krótko zrośnięte u nasady. Sześć pręcików, z których trzy wewnętrzne są przyrośnięte do listków okwiatu. Pylniki osadzone grzbietowo, do wewnątrz, pękające przez szczeliny. Zalążnia trójkomorowa z 1–8 zalążkami w każdej komorze. Szyjka słupka nitkowata, zakończona rozszerzonym, całobrzegim znamieniem.
OwoceTorebki okryte okwiatem, zawierające od 3 do 12 trójkątnych, kolczastych, matowoczarnych nasion.
GenetykaPodstawowa liczba chromosomów x = 4.

## Systematyka
Pozycja systematycznaRodzaj z grupy Sowerbaea  w podrodzinie Lomandroideae rodziny szparagowatych Asparagaceae.
Podział rodzaju i wykaz gatunków

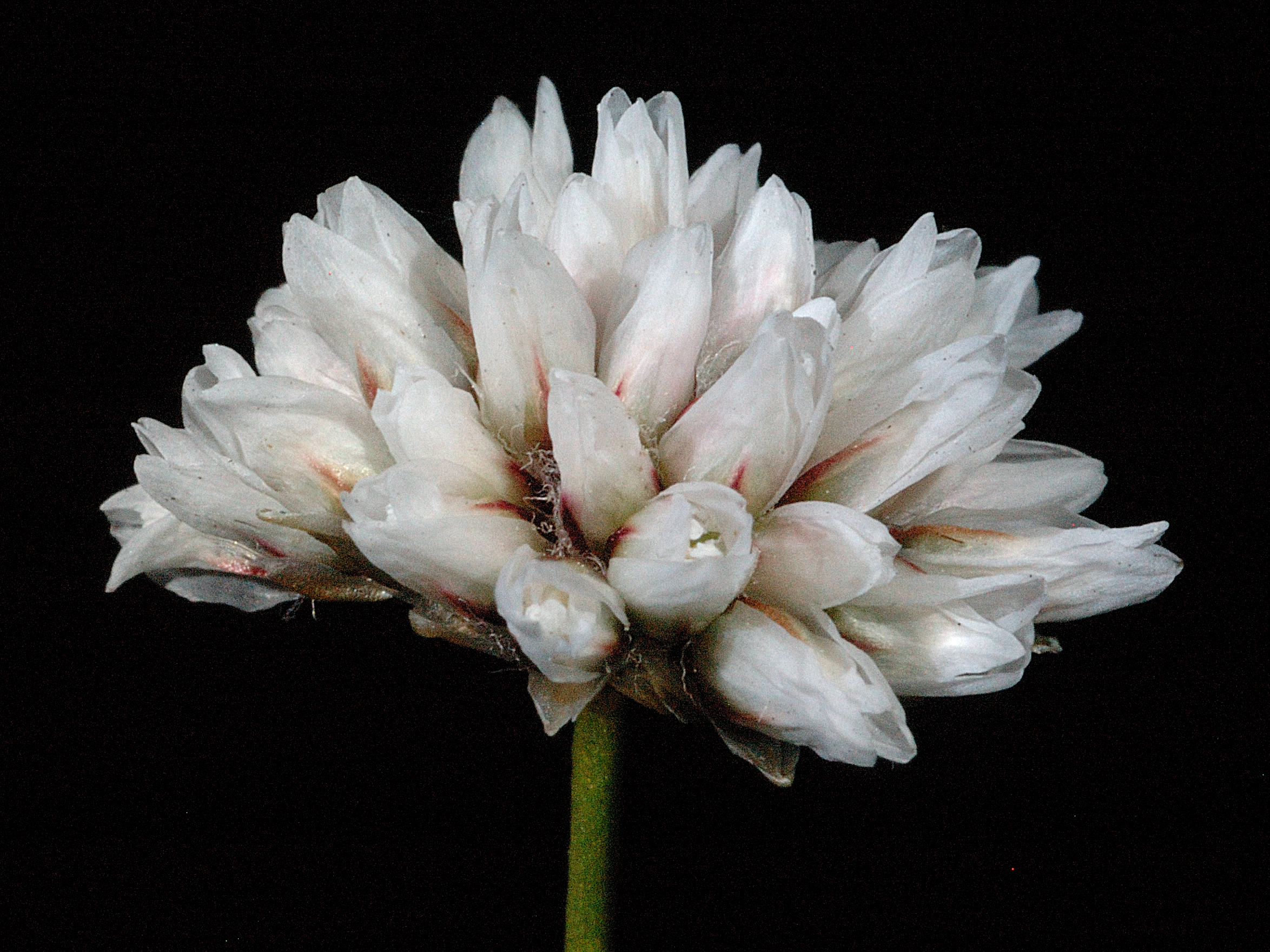
Laxmannia squarrosa

- grupa Laxmannia sessiliflora – o małych, zwykle siedzących kwiatostanach, białym lub czerwonawym okwiecie, kwitnące za dnia
  - Laxmannia jamesii Keighery
  - Laxmannia orientalis Keighery
  - Laxmannia ramosa Lindl.
  - Laxmannia sessiliflora Decne.
- grupa Laxmannia gracilis – o małych kwiatostanach na długich, wzniesionych szypułach, zwykle kolorowym okwiecie, kwitnące w nocy lub za dnia
  - Laxmannia arida Keighery
  - Laxmannia compacta Conran & P.I.Forst.
  - Laxmannia gracilis R.Br.
  - Laxmannia minor R.Br.
- grupa Laxmannia squarrosa – o dużych kwiatostanach z wydatnymi przysadkami, białym okwiecie, listkach okwiatu o różnej długości, kwitnące za dnia
  - Laxmannia brachyphylla F.Muell.
  - Laxmannia grandiflora Lindl.
  - Laxmannia morrisii Keighery
  - Laxmannia omnifertilis Keighery
  - Laxmannia paleacea F.Muell.
  - Laxmannia squarrosa Lindl.